# Tourbillon (vaisseau)
Pour les articles homonymes, voir Tourbillon.
Le Tourbillon est un navire de guerre français de 1670 à 1695. C'est un vaisseau de cinquième rang, portant 28 canons.

## Historique
Bien que classé comme vaisseau de cinquième rang, ses dimensions modestes font de lui plutôt une frégate : 300 à 350 tonneaux ; longueur d'environ 29 mètres et largeur d'environ 8 mètres. L'armement est composé de pièces de 8 livres dans la batterie basse. L'équipage comptait entre 130 et 140 hommes, encadrés par 4 ou 5 officiers.
Il est construit à Brest entre février et août 1670 à la fin de la première vague de construction des débuts du règne de Louis XIV et du ministériat de Colbert. Sous le commandement du capitaine de vaisseau Louis de Hally, avec Louis Ancelin de Gémozac à bord, il sert à la reconnaissance des côtes de Guinée (Ghana).
Rebaptisé le Pétillant à partir du 28 juin 1678, il est sorti de la liste des vaisseaux du roi en 1694 ou 1695,,.